# Dóbre (Crimea)
|  | Per a altres significats, vegeu «Dóbroie». |

Dóbre (en (ucraïnès): До́бре) és un poble de la República Autònoma de Crimea a Ucraïna, que el 2021 tenia 3.848 habitants. Pertany al districte de Simferòpol.